# Charles Camille Castilhon
Charles Alexandre Camille Castilhon (Paliseul, 18 november 1836 - Aarlen, 19 september 1907) was een Belgisch advocaat en volksvertegenwoordiger.

## Levensloop
Castilhon was een zoon van Pierre Castilhon en van Marie-Catherine Greten. Zijn vader was advocaat, notaris, procureur bij het Hof van Bouillon en burgemeester van Paliseul. Hij trouwde met Marie-Cécile-Mathilde Tesch (1850-1931). Victor Tesch was zijn neef. Zijn echtgenote was de dochter van notaris Adolphe Tesch van Messancy. Ze was zeer vroom, midden een familie die het helemaal niet was. Ze schonk een monstrans aan de kerk van Sint-Martinus in de hoop hiermee de zielenzaligheid te verzekeren van haar man, die vrijmetselaar was. Het gezin kreeg vier kinderen. 
Gepromoveerd tot doctor in de rechten, schreef hij zich in 1862 in bij de balie van Aarlen en bleef advocaat tot aan zijn dood. Van 1889 tot 1898 was hij stafhouder.
Verkozen tot provincieraadslid, was hij van 1864 tot 1869 lid van de bestendige deputatie van Luxemburg. 
In 1869 volgde hij de overleden Edouard De Moor op als liberaal volksvertegenwoordiger voor het arrondissement Neufchâteau maar bleef slechts een volledig jaar zetelen.
Hij was beheerder van het discontokantoor van de Nationale Bank in Neufchâteau.